# Registan
Registan (perzijski: ریگستان) glavni je trg grada Samarkanda u Uzbekistanu. U 15. stoljeću dizajnirao ga je Ulug-beg, a ukrasili su ga njegovi nasljednici. Ime Registan znači „pješčano mjesto”, jer je ovo nekada bila pješčana tržnica.
Okružen trima medresama, poznat je po crtežima životinja koji ukrašavaju jednu od njih. Smješten je u središtu grada, a sastoji se od tri medrese, džamije, spomenika koji oslikavaju veličinu i delikatnost stila. Zgrade po sebi imaju pločice i mozaike, koji se sastoje od sitnih komadića. Pročelja, središnja dvorišta, minareti i kupole, prekriveni su tisućama sjajnih i šarenih keramičkih komada. Na pločicama se mogu vidjeti i zvijezde zbog Ulug-begove ljubavi prema astronomiji. Zgrade su okružene ukrasnim vrtovima. U sredini trga nalazi se ritualno mjesto za pranje.
Godine 1370. Timur proglasio je Samarkand glavnim gradom Timuridskoga Carstva, koje je osnovao. Dao je podignuti velike građevine i koristio se obrtnicima koje je zarobio tijekom svojih osvajanja. Njegov unuk Ulug-beg dao je sagraditi niz džamija, karavan-saraja i medresa oko tržnice. Najznačajnija građevina bila je Ulug-begova medresa izgrađena u razdoblju od 1417. do 1420. godine. Sve ostale zgrade kasnije će zamijeniti druge dvije medrese. Ulug-beg imao je veliku ljubav prema matematici i astronomiji i ove znanosti imale su važnu ulogu. Trg i njegove zgrade potpuno su obnovljeni u razdoblju 1932.-1952. 
Cijeli grad Samarkand upisan je na UNESCO-ov popis mjesta svjetske baštine u Aziji i Oceaniji 2001. godine. 

## Galerija
- Pogled na trg Registan
- Medresa Tilya-Kori
- Dvorište Ulug-begove medrese
- Mjesto trgovine Chorsu